# O Capitão Bandeira contra o Dr. Moura Brasil
O Capitão Bandeira contra o Dr. Moura Brasil é um filme brasileiro de 1971, do gênero comédia, dirigido por Antônio Calmon, que também escreveu o roteiro com Hugo Carvana.

## Sinopse
Executivo de sucesso tem pesadelos com o sinistro Dr. Moura Brasil, que invade seus sonhos para apavorá-lo.

## Elenco
- Cláudio Marzo... Capitão Bandeira
- Norma Bengell... mensageira
- Hugo Carvana... Dr. Gestaile
- Suzana de Moraes... mulher do capitão
- Dina Sfat... Irene
- John Herbert... sócio Ney
- Wilson Grey
- Roberto Maya
- Paulo César Pereio
- Otávio Augusto... advogado
- Rose Lacreta
- Luís Carlos Miele... médico
- Billy Davis... motorista
- Sérgio Oliva
- Maria Gladys... Gladys
- Vinícius Salvatori... Mata-Vaca
- Jesus Pingo... ator
- Daniela
- Liége Monteiro
- Sônia Braga